# Tió de Nadal

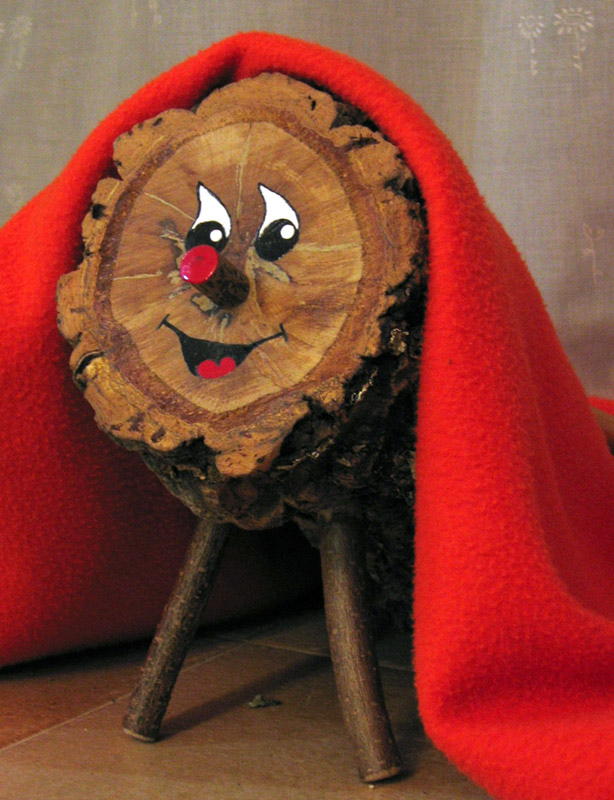
Un tió de Nadal contemporáneo.

El tió de Nadal (del catalán, traducible como «tizón, tronco o leño de Navidad»), también conocido como tronca de Nadal o soca de Nadal, es un elemento de la costumbre catalana y aragonesa, y una tradición navideña asentada especialmente en Cataluña y Aragón. La variante más extendida consiste en tomar un tronco, leño o rama gruesa —normalmente al inicio del Adviento—, dejarle comida cada noche y taparlo con una manta para que no pase frío. Al llegar Nochebuena, los niños de la casa lo golpean con bastones mientras cantan, para que defeque regalos y dulces por debajo de la manta el 24 de diciembre. El extremo visible del tronco suele decorarse con barretina y una cara sonriente.
Esta tradición tiene orígenes rurales, inicialmente relacionados con celebraciones del solsticio de invierno y la tradición precristiana del tronco de Navidad. En sus inicios el tronco nunca defecaba objetos grandes, sino chucherías, barquillos y turrones para los más pequeños. También se ha dejado de quemar el tronco una vez han pasado las fiestas. El tió de Nadal está emparentado con la tradición del árbol de Navidad, también portador de regalos para los más pequeños, y con eventos similares en Aragón (tronca de Nadal), Galicia (tizón do Nadal), Occitania (Cachafuòc, Cachofio o Soc de Nadal) y Reino Unido (yule log).
La palabra «cagatió» se refiere a la ceremonia para conseguir los regalos, pero no a toda la tradición ni al tronco en sí mismo. Su origen está en la canción tradicional, «Caga, tió / ametlles i torró», del vulgarismo «cagar».

## Historia

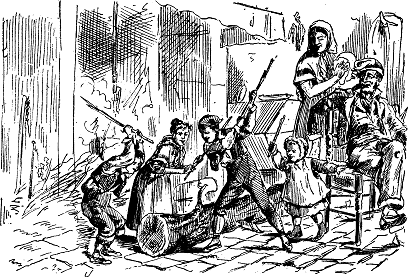
Niños golpean al tronco en la ceremonia del tió

El tió de Nadal es una tradición de origen rural y precristiano arraigada en Cataluña y Aragón, que representa originalmente el tronco que ardía en el hogar para dar calor y luz en los meses de invierno. En épocas anteriores estuvo concebida como un tributo a los antepasados; al llegar el día de Navidad (25 de diciembre), el tronco era quemado y las cenizas eran esparcidas al campo.
Con el paso del tiempo, ha evolucionado mucho hasta convertirse en una fiesta infantil con regalos el día de Navidad. Según la versión contemporánea, a partir del día de la Inmaculada Concepción (8 de diciembre) se toma un tronco al que se deja comida y se tapa con una manta para que no pase frío. Cuando llega la Nochebuena o el mismo día de Navidad, los niños deberán golpear el tió de Nadal con bastones mientras cantan villancicos, entre ellos el «caga tió», para que defeque regalos por debajo de la manta. Los padres dejan bajo la manta dulces y juguetes, ya sea antes del ritual o después, sin la presencia de los niños.
La tradición estipula que el tió de Nadal deje juguetes de menor tamaño y dulces, pues los regalos grandes se reservaban para el día de Reyes (6 de enero). Otras versiones apuntan a que el tió de Nadal era el único día de regalos en las fiestas navideñas de los pueblos, no así en las ciudades. Recientemente se ha introducido la humanización del tió al que se pone barretina y una cara sonriente en el extremo visible.

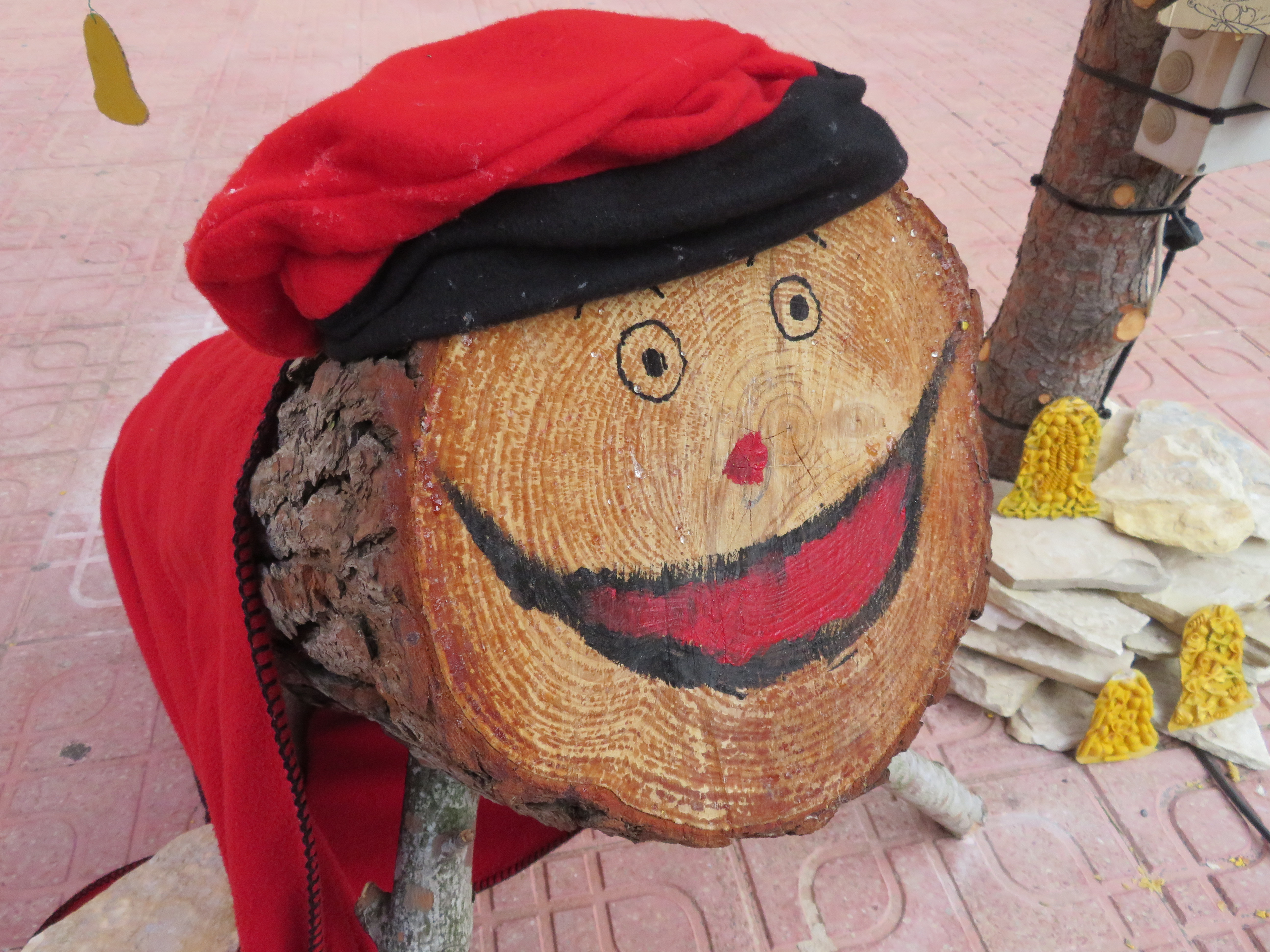
Tió de Nadal de Pinell de Brai, 2024

## Canciones

### Cataluña
Al tratarse de canciones simples y basada en rimas sencillas, ya que tradicionalmente han sido creadas y cantadas por los niños, hay muchas variantes regionales. La más conocida es la siguiente:

Caga, tió

ametlles i torró

no caguis arengades

que són massa salades

caga torrons

que són més bons

Caga, tió

ametlles i torró

si no vols cagar

et donaré un cop de bastó

Caga, tió!
Caga, tizón

almendras y turrón

no cagues arenques

que son demasiado salados

caga turrones

que son más ricos

caga, tizón

almendras y turrón

si no quieres cagar

te daré un bastonazo

¡Caga, tizón!

La otra variante extendida es:

Caga, tió

De mel i de mató

no caguis avellanes

que no ens agraden

caga torrons

que són molt bons.

Caga, tizón

De miel y de mató

no cagues avellanas

que no nos gustan

caga turrones

que son más ricos

### Aragón
En Aragón existen diversas canciones. La más conocida es:

Güen tizón, güen barón

güena casa, güena brasa

que Dios mantenga a paz en ista casa

y en toz os que i son

Buen tizón, buen varón

buena casa, buena brasa

que Dios mantenga la paz en esta casa

y en todos los que están (en ella)